# Colin Campbell (Bischof)
Colin Campbell KHCS (* 12. Juli 1931 in Antigonish; † 17. Januar 2012 in Halifax) war ein kanadischer Geistlicher und römisch-katholischer Bischof von Antigonish.

## Leben
Colin Campbell studierte an der Saint Mary’s University Halifax und empfing in Halifax am 26. Mai 1956 die Priesterweihe für das Erzbistum Halifax. Nach Seelsorgetätigkeit wurde er erster Direktor der sozialen Dienste der Erzdiözese Halifax. Er war 11 Jahre lang Generalvikar der Diözese und lehrte an mehreren Schulen, wie der Maritime School of Social Work. Er war Kolumnist der Zeitungen The Casket (Antigonish) sowie des The Chronicle Herald und befasste sich mit sozialen Fragen. Er war Spiritual des Priesterseminars Saint Augustine in Toronto.
Papst Johannes Paul II. ernannte ihn am 12. Dezember 1986 zum Bischof von Antigonish. Der Erzbischof von Halifax, James Martin Hayes, spendete ihm am 19. März des nächsten Jahres die Bischofsweihe; Mitkonsekratoren waren Donat Chiasson, Erzbischof von Moncton, und William Edward Power, emeritierter Bischof von Antigonish. 
Er war zudem Großprior der Statthalterei Kanada-Atlantik des Ritterordens vom Heiligen Grab zu Jerusalem. Er war Ehrenkonventualkaplan des Malteserordens.
Campbell war 14 Jahre lang Mitglied des Gouverneursrats (Board of Governors) der Saint Mary’s University Halifax und dessen Vorsitzender von 1978 bis 1983. 2011 wurde er mit der Ehrendoktorwürde geehrt, vor allem für sein Engagement bei der Gründung der Atlantic School of Theology und der Umsetzung des Zweiten Vatikanischen Konzils.
Seinem Rücktrittsgesuch wurde am 26. Oktober 2002 durch Johannes Paul II. stattgegeben.